# モハメッド・ガンヌーシ
モハメッド・ガンヌーシ（ムハンマド・ガヌーシー、アラビア語: محمد الغنوشي Muḥammad al-Ġanūšī、1941年8月18日 - ）は、チュニジアの政治家。与党立憲民主連合（RCD）の一員。同国首相を務めた。

## 経歴
スース出身。1992年から1999年まで国際関係・外国投資相を務めた後、同年11月17日、首相に就任。2005年の愛知万博の際には夫妻で訪日した。
2011年1月14日、23年にも及ぶ独裁政権を築いてきた大統領ザイン・アル＝アービディーン・ベン・アリーが高まる国民の不満に抗しきれず国外脱出、首相であったガンヌーシが暫定大統領への就任を宣言したが、翌1月15日には憲法評議会が憲法の規定に基づき、下院議長のフアド・メバザを暫定大統領に任命した。首相として暫定政権運営に参加したが、旧政権の一員であることなどから国民の不満が収まらず、2月27日に首相辞任の意向を表明した。
2022年、旭日大綬章受章。